# 国家宗教党—宗教锡安主义
国家宗教党—宗教锡安主义（羅馬化：Miflaga Datit Leumit – HaTzionut HaDatit ）是以色列的一个极右翼宗教錫安主義政党。该党成立於2023年8月，由宗教锡安主义党与猶太人家園合并而來。 
国家宗教党—宗教锡安主义支持加强以色列人對犹太教认同，支持政府對宗教教育的支出，讓更多的人學習《妥拉》該黨反对在领土問題上有任何让步，而且還反对堕胎和同性婚姻合法化。 。